# Uladzimir Kucharaŭ
Uladzimir Jaŭhenavič Kucharaŭ (in bielorusso Уладзімір Яўгенавіч Кухараў?; in russo Владимир Евгеньевич Кухарев?, Vladimir Evgen'evič Kucharev; Cimanava, 1972) è un politico bielorusso, Sindaco di Minsk dal 3 settembre 2020.

## Biografia
È nato nel 1972 nel villaggio di Cimanava, nel distretto di Klimavičy della Repubblica Socialista Sovietica Bielorussa.
Si è laureato nel 1993 presso l'Università statale di pedagogia di Mahilëŭ "Arkadz' Kuljašoŭ". Dopo la laurea ha lavorato come dirigente scolastico a Barysavičy e a Klimavičy. Si è poi diplomato nel 2012 presso l'Accademia della pubblica amministrazione, patrocinata dal Presidente della Repubblica.
Il 18 agosto 2018 il Presidente della Repubblica Aljaksandr Lukašėnka lo ha nominato Vice Primo ministro nel governo di Siarhiej Rumas, rimanendo in carica anche nel governo di Raman Haloŭčenka fino all'elezione come Presidente del Comitato esecutivo (sindaco) di Minsk il 3 settembre 2020.